# Renegade
A Renegade a Thin Lizzy ír zenekar tizenegyedik nagylemeze, amely 1981. november 15-én jelent meg. Az ezelőtti, 1980-ban megjelent Chinatown albumon ugyan már játszott Darren Wharton billentyűs, de ez volt az első olyan album, amelyen már hivatalos zenészként szerepelt, így ő lett a felállás ötödik tagja. Wharton dalszerzőként is közreműködött az "Angel of Death" című dalban. Annak ellenére, hogy hivatalosan is csatlakozott a zenekarhoz, a fotóját kihagyták a zenekari tagokat ábrázoló hátsó borítón.
A "Renegade" volt a második és egyben utolsó album, amelyen Snowy White gitáros szerepelt. Saját bevallása szerint stílusa jobban illett a blueshoz, mint a hard rockhoz, és a következő évben közös megegyezéssel kilépett a zenekarból. 1983-ban kiadta White Flames című blues-rock albumát, amelyen szerepelt a sikeres Bird of Paradise kislemez. A "Renegade" album tovább folytatta a "Chinatown" által megkezdett kritikai és kereskedelmi mélyrepülést. Amerikában a Billboard 200 albumlistán a 157. helyre került, de a fő piacuknak számító Nagy-Britanniában, és kontinentális Európában is jelentős visszaesést produkált. Az album felújított és bővített kiadása 2013. szeptember 23-án jelent meg, és öt bónuszszám került fel rá.

## Előzmények

### Felvételek
Miután az előző "Chinatown" című album 1980 októberében megjelent, a Thin Lizzy 1981 január elején a nassaui, Compass Point stúdióba utazott, hogy megkezdje a folytatás munkálatait. A "Chinatown" társproducere, Kit Woolven elkísérte őket, és a következő héten négy dalon kezdtek el dolgozni. A zenekarvezető és fő dalszerző Phil Lynott azonban ezt a stúdió időt arra is felhasználta, hogy anyagot vegyen fel második szólóalbumához, és ezek közül két dal, a "Cathleen" és az "A Little Bit of Water" a következő évben megjelent a The Philip Lynott Albumon. Az "In the Delta" című dal felhasználatlanul maradt, az "It's Getting Dangerous for Us" pedig az első dal lett, amelyet az egyelőre cím nélküli Thin Lizzy-albumra szántak. A zenekar ezután útra kelt pár európai fellépés erejéig, majd márciusban a londoni Townhouse stúdióban gyűltek össze, hogy újabb új anyagon dolgozzanak. Folytatódott a munka az "In the Delta"-n, és egy, a "Chinatown" felvételekről megmaradt dalt a "The Act"-et átdolgozták és újra elvetették, míg egy másik, Lynott szóló számnak szánt dalt, a "Someone Else's Dream"-et felvették. Ezeken kívül további három másik dalon is dolgoztak:  a lendületes "Kill (Gotta Get a Gun)"-on, Scott Gorham gitáros "Wham Bam" című dalán, valamint egy Snowy White által elkezdett dalon, a "Fats"-en. Ez utóbbi volt az egyetlen szám, amely a "Renegade"-en jelent meg.
Május elején a Thin Lizzy az új londoni Odyssey stúdióban kezdett el dolgozni, mivel egyre kevésbé tudtak nekik időt biztosítani a Townhouse stúdióban. Itt sok időt töltöttek a "The Act" című számmal, míg Lynott felvett egy nyolc perces demót, rajta a "Mexican Girl" című dallal. Egy másik ekkor felvett dal, ami végül felhasználatlanul maradt, a "For Always" (eredeti címe "Darren's Tune") volt, amely Darren Wharton billentyűs közreműködésével született, és Fiachra Trench vonós hangszerelését tartalmazta. Trench már a korábbi albumok során is dolgozott a zenekarral. Később május és június folyamán két olyan dalt is felvettek, amelyben White énekelt, az "Only Woman" és a "Moving Away From Here" címűeket, de végül ezek is befejezetlenül maradtak. Ezt követően két további dalt kezdtek el, amelyek végül a "Renegade"-re kerültek fel: ezek voltak a "Banging My Head Against the Wall" és az "I'm Gonna Leave This Town". Az előbbit júliusban átírták "Down on Your Luck"-ra, mielőtt megkapta volna végleges címét: "Hollywood (Down on Your Luck)". Ekkor dolgozták ki a  "Mexican Girl"-t is, amely az albumra már "Mexican Blood" néven került fel.
Szintén júliusban a zenekar két feldolgozást is rögzített. Az egyik a brit Rockpile együttes "Trouble Boys" című dala volt, amelynek szerzője Billy Bremner jelen volt a stúdióban is, a másik pedig - White javaslatára - Percy Mayfield "Memory Pain" című száma lett. A "Trouble Boys"-t Lynott a zenekar többi tagjának akarata ellenére kislemezként akarta kiadni, és meggyőzte a zenekar lemezkiadóját, hogy jelentessék meg. White egy későbbi nyilatkozatában úgy fogalmazott, hogy: "senki sem akarta kiadni, kivéve Philt. Scott is halálosan ellenezte, hogy kiadják." Wharton szerint meg "Phillen kívül mindenki utálta azt az átkozott dalt." A kislemezen megjelent "Trouble Boys" (B oldalán a "Memory Pain"-nel) a legrosszabb eredménye volt a zenekarnak 1975 óta, miután csak az 53. helyre került az angol kislemezlistán. Kezdetben az volt a zenekar terve, hogy a dalhoz kapcsolódóan a következő album címe is "Trouble Boys" lesz, de miután a kislemez megbukott elvetették ezt az ötletet. A dal a kritikusok tetszését sem nyerte el, a  Record Mirror című brit zenei újság például "dinoszaurusz cuccnak" nevezte.
A nyár folyamán, megszakítva a stúdió munkákat önálló koncerteket és fesztiválfellépéseket is adtak Európa-szerte. 1981. augusztus 16-án fő zenekarként léptek fel az első alkalommal megrendezett, nagyszabású ír Slane Concert fesztiválon. A koncertek között elkezdtek dolgozni egy "Disaster" című dalon is (a későbbi "Angel of Death"), amelyet Lynott és Wharton közösen írtak. Ezt a dalt, valamint a "Hollywood (Down on Your Luck)"-ot augusztus végén, még a lemez kiadása előtt Németországban adták elő először élőben. Szintén ez idő tájt Lynott és a dobos Brian Downey újra összeállt a zenekar eredeti gitárosával, az 1973-ban távozott Eric Bell-lel, hogy felvegyék a "Song for Jimmy" című dalt. Ezt soha nem vették számításba a Renegade albumhoz, sokkal nagyobb valószínűséggel Lynott szólóalbumára szánták, de végül egy flexi disc-en jelent meg, amelyet augusztusban az Egyesült Királyságban a Flexipop magazinhoz adtak ajándékba.
A zenekar szeptemberben folytatta a munkát az Odyssey és a Morgan stúdiókban, ahol a korábban már előre felvett hangsávokat és további anyagokat dolgoztak ki. Ekkor Lynott és a társproducer Kit Woolven között nézeteltérés alakult ki a stúdió idő megosztásáról a Thin Lizzy és Lynott szólóprojektje között. A frusztrálttá vált Woolven így emlékezett vissza:"Azt akartam, hogy a szólóalbum egyféleképpen szóljon, a Lizzy anyag pedig máshogy. Ha állandóan váltogatod a dolgokat, az eléggé zavaró." Woolven különösebben a készülő "Renegade" anyagért sem volt oda: "Nekem nem jött be. Maradtam a szóló anyagnál, mert az sokkal érdekesebb volt." Downey hozzátette: "Határozottan zűrzavar volt. Abszolút átjárás volt, ahol nem tudtad, hogy melyik albumon fognak megjelenni a dalok... Kit megkérdőjelezte az egész procedúrát, és egyet kellett értenem vele."
A fiatal producer, Chris Tsangarides akkoriban a Morgan stúdióban dolgozott a Tygers of Pan Tang-al, és találkozott a Thin Lizzy-vel, áttekintette a munkájukat, és beleegyezett, hogy segít nekik befejezni az albumot. Aggodalmát fejezte ki az anyagon belüli koncentráció hiánya miatt, és sürgette a zenekart, hogy írjanak néhány új dalt. A sikertelen kislemezről származó két feldolgozás mellett más dalok is elvetésre kerültek. Ezek olyan számok voltak, amelyeket Lynott szólóprojektjéhez tartottak a legalkalmasabbnak, mint a "Beat of the Drum" és a "Someone Else's Dream", valamint egyéb befejezetlen anyagok, amelyek a "Bad Is Bad", az "Only Woman" és a "Moving Away From Here" munkacímeken futottak. Szintén kidobásra került a "For Always" és a "Trouble Boys" hangzású "Kill (Gotta Get a Gun)". Az újonnan írt dalok közé tartozott a felújított "Disaster", immár "Angel of Death" címmel, ami albumcímként is felmerült. Gorham később kifejezte nemtetszését a címmel, és a dallal kapcsolatban: "Úgy gondoltam, hogy az "Angel of Death" túlságosan heavy metalos volt, és utáltam. Egy ideig nem tartozott a kedvenceim közé, de végül ez a dal, jobban, mint bármelyik más, meggyőzött arról, hogy Whartonnak joga van a Thin Lizzyben lenni."
Szintén ebben a szakaszban rögzítették a "The Pressure Will Blow" és a "No-One Told Him" című dalokat, valamint White egy korábbi ötletének átdolgozását "If You Save Souls" címmel. A stúdióból szünetre távozva Lynott meglátott egy motorost, akinek a kabátján a Thin Lizzy és a Motörhead logója volt. A férfi kabátján egy "Renegade" felirat is díszelgett, ami arra inspirálta Lynottot, hogy az "If You Save Souls"-t átírja "Renegade"-re, és ezzel egyúttal az album címének ötletét is megadta. Lynottot a cím választáshoz Albert Camus műve a The Rebel (magyar fordításban A lázadó ember) is inspirálta, mely olvasása után "vakító villanásként" ismerte fel, hogy "mindannyiunkban ott van egy lázadó".

### Dalok
Az "Angel of Death" nyitja az albumot, és ez volt Wharton első társszerzői munkája a zenekarral. Lynott szövegét Az ember, aki tudta a jövőt című, Nostradamus jóslatairól szóló film megnézése inspirálta. A basszusgitáros/énekes elismerve Nostradamus próféciáit, részletezi a történelem szörnyű tanulságait, és figyelmeztet a küszöbön álló apokalipszisre, a továbbra is fennálló atomháború halálos veszélyére. A baljós szöveg Lynott apjának halálát és a múlt egyéb katasztrófáit is megjeleníti. A zene egy dermesztően hátborzongató, túlvilági hangulatú szintetizátor témával indul, majd az együttes belépésével sötét hangulatú, vágtató tempójú téma bontakozik ki. Az együttes egyik legsúlyosabb szerzeménye, középtáján Lynott monológ szerű narrációjával. Ezt a címadó "Renegade" című szám követi a sorban, amelyet White írt közösen Lynottal, és a szólógitár nagy részét is White játszotta fel. Tsangarides erre így emlékezett vissza: " A Renegade" csaknem egészében Snowy-tól jött. A dal stílusa rá volt jellemző".  Hozzátette, hogy ez volt az a dal, amin a legtöbbet kellett dolgozni, amikor átvette a társproduceri szerepet. White ezt nevezte meg a kedvenc Thin Lizzy dalának. A szám egy magányos és lázadó emberről szól, aki mindig is a maga módján élte az életét, annak ellenére, hogy mit gondol róla a társadalom. A dalszöveg némileg önéletrajzi ihletettségű, amelyben Lynott személyiségének összetettségét tárja elénk, anélkül hogy közérthetően fogalmazna. A "He’s just a boy, that has lost his way" sor elvezet bennünket a karakterét jellemző állandó egyensúlyhiányhoz, amely valahol az "aljas és verekedő rocker" valamint a gyengédebb személyiség között helyezkedik el. Egyúttal megpróbálja megérteni azon erőket, amelyek motiválják azokat az embereket, akiket a társadalom lázadónak tekint. A zene is ennek megfelelően a nyugodt részek és a dühösebb pillanatok váltakozásán alapul, felváltva reflektív és határozott, gyengéd és agresszív pillanatokkal, némi Dire Straits hatással.
Ezután következik a Gorham és Lynott által közösen írt "The Pressure Will Blow", ami Lynott elmondása szerint egy olyan férfiról szólt, aki rájött párja viszonyára, ezért azt mondta neki, hogy hagyja el, mielőtt erőszakos lesz vele. "Szóval ez egy irányított düh" - mondta később Lynott. Az első oldal utolsó dala, a blues rockos "Leave This Town" a ZZ Top hatását tükrözi. Lynott elmondása szerint amikor először hallotta Gorham riffjét, olyan "ZZ Top-osra" vette a figurát, amennyire csak tudta. A nem túl ambiciózus, de egyszerűségéből erényt kovácsoló, harapós boogie szám egy ragályos, visszhangzó refrénnel rendelkezik, amelyben Lynott a "seriff lányával való bolondozás" veszélyeiről értekezik.
A második oldalt a "Hollywood (Down on Your Luck)" nyitja, amely az album egyetlen kislemezeként jelent meg 1982 márciusában, az album megjelenése után. Az 53. helyezést érte el, ugyanazt a pozíciót, mint a néhány hónappal korábbi "Trouble Boys". Tsangarides szerint mindannyian küzdöttek, hogy találjanak egy kislemezt, amit kiadhatnak az albumról, és úgy érezték, hogy a "Hollywood" állt ehhez a legközelebb. A számot Gorham és Lynott jegyzi, és a hollywoodi élet árnyoldalaira reflektál. Ezt követi a "No-One Told Him", egyike annak a két dalnak, amit kizárólag Lynott írt. Ez egy egyszerű történetet mesél el, amelyben a szerző egy barátjához szól, akinek valószínűleg hiányzott élete szerelme.
A következő, Lynott/White együttműködéséből született "Fats" dalról a zenekar néhány tagja fenntartásait fejezte ki. A Fats Waller-ről szóló, és némileg az ő stílusában, hűvös jazz hangulatban készült dalról  Gorham azt mondta: "Emlékszem, ahogy a "Fats" lement a kazettáról, és arra gondoltam: 'Hűha, mi volt ez?" Wharton hozzátette: "Annak ellenére, hogy zongoraszólót játszhattam, úgy gondoltam, a "Fats" elhibázott döntés volt. Ahogy a "Mexican Blood" és még egy-két másik szám is." Downey-nak viszont tetszett a western témájú, akusztikus spanyol gitárt és szintetikus flamenco hangzást felvonultató  "Mexican Blood": "A "Mexican Blood"-on játszom néhány timbalon és marimbán is. Jó dal, tetszik." Ebben a kompozícióban egy barát meggyilkolásának a történetét illusztrálják, amelyben egy mexikói lány és annak bűnöző párja a főszereplő. Az albumot az "It's Getting Dangerous" zárja, az egyik első ötlet amit Lynott hozott a januári Compass Pointban zajló felvételekre. A szöveg a barátok eltávolodását írja le. Ez is vonatkoztatható a szerzőre is, aki egy korábbi gyerekkori barátja közötti, elveszett kapcsolatot idéz fel. Azon töpreng, hogy a hirtelen jött hatalom vajon képes-e megrontani a legőszintébb embereket és a legnemesebb eszméket, mely gondolatsorokat a zenei üzletág allegóriájaként is lehet értelmezni. Tsangarides kijelentette: "Ez az egyik kedvenc számom, amit a mai napig is hallgatok".

## Borító
A Thin Lizzy állandó grafikusa, Jim Fitzpatrick már a kezdeti munkálatoktól kezdve az album borítójának megtervezésével foglalkozott. Amikor még az volt a terv, hogy az album címe "Angel of Death" lesz, előzetes ötletként egy apokaliptikus jelenetet rajzolt. Miután a cím Renegade lett, Fitzpatrick egy olyan borító vázlatát rajzolta meg, amely Lynottot egy vadnyugatra emlékeztető körözési plakáton ábrázolta. Ez az ötlet Lynottnak is tetszett. A Phonogram / Vertigo azonban nem volt hajlandó finanszírozást biztosítani egy külsős művész számára, így a végleges borítót Graham Hughes, Roger Daltrey unokatestvére fotózta. Az egyik elképzelés az volt, hogy a zenekart egy sötét hegyre helyezve ábrázolják, a háttérben vörös éggel, de a végső változaton egy kar látható, amely egy mélyvörös zászlót lenget, rajta egy sárga ötágú csillaggal.
A megjelenéskor Lynott azt mondta, hogy a zászlónak semmi köze a kommunizmushoz: "Nem kommunista zászló - mondta - bár úgy néz ki... de, semmi köze Észak-Vietnamhoz vagy bármihez." A vörös színt az inspirálta, hogy Lynott meglátta a társproducer Tsangarides egyik doboz Dunhill cigarettájának színét, bár Lynott akkoriban azt állította, hogy az az ő saját doboza volt. A hátsó borítón Hughes portréja szerepelt a zenekar négy tagjáról, amint a frontborítón is látható vörös zászlóval pózolnak. Wharton nem szerepelt rajta, mivel a lemezkiadó szerint a hátsó borító elrendezése miatt csak négy fotónak volt hely. Ez felbosszantotta Whartont, aki így nyilatkozott: "Ez egy szörnyű kifogás volt, és nagyon fájt nekem." Egy másik feltételezés szerint a lemezkiadó nem tudta, hogy Wharton ekkor már teljes jogú tagja volt a zenekarnak. Ez az incidens is elősegítette az együttes feloszlásáról szóló pletykákat, amiket Lynott akkoriban igyekezett elfojtani.

## Fogadtatás
Az album kritikai és kereskedelmi téren is bukást könyvelhetett el. Amerikában a Billboard 200 albumlistán a 157. helyre került, de Angliában is csak a 38. lett, és semmilyen értékesítési minősítést nem sikerült szereznie. David Fricke a Rolling Stone magazinnak, 1982. április 15-én írt kritikájában csalódottságát fejezte ki, elsősorban Lynott énekesként és dalszerzőként nyújtott teljesítménye miatt. Az 5 pontból kettőre értékelte.
Az AllMusic kritikájában Greg Prato szintén 2 pontot adott rá, és egyetért a rajongókkal (valamint magával a zenekarral is) miszerint  ez a legrosszabb lemezük. Szerinte a korábbi, nyers, rockos Lizzy itt sehol sincs; helyette egy billentyűs-súlyos rockzenekar van, kirívó popos hajlamokkal és a 80-as évek elejének brit heavy metal zenekaraihoz túlságosan hasonló produkcióval. Prato szerint az új gitáros Snowy White sem zeneileg, sem vizuálisan nem illeszkedett be igazán a zenekarba, és ez sosem volt nyilvánvalóbb, mint a "Renegade"-en. Az írás szerint a hatperces nyitódal, az "Angel of Death" nem ér fel a korábbi Lizzy-eposzokhoz, míg a címadó dalnak nem sikerül megragadni a szíveket a meg nem értett fiatalról szóló történetével. Hozzá teszi hogy a régi idők erőteljes Lizzy-je rövid időre újra felbukkan az olyan dalokban, mint a "The Pressure Will Blow", a "Leave This Town" és a "Hollywood (Down on Your Luck)", de a tiszta produkció szinte kiiktatja belőlük a potenciált, hogy klasszikussá válhassanak. A jazzes kísérletet, a "Fats" című dalt érdekesnek nevezte, de végül a Chinatownhoz hasonlóan ezt a lemezt is csalódást okozó, ötlettelen, fókuszálatlan anyagnak írta le, ami különösen Phil Lynott lapos énekében mutatkozik meg.

Ezzel szemben Martin Popoff kanadai újságíró maximális pontszámot adott rá, dicsérte az albumot a kiváló produkció és a professzionális, korszerű hangzás miatt, és a "Renegade"-et "a mélyen lelkes és gazdag zeneiségű hard rock abszolút mesterművének" nevezte, amelynek "teljessége és érettsége csak többszöri lejátszás után mutatkozik meg."
A Metalstorm 7 pontot adott rá a 10-ből, és azt írta hogy a Renegade egy olyan album, amely képes úszni, nem is beszélve arról, hogy a feje a víz fölött marad, ami bravúr, tekintve, hogy milyen horgonyt vetettek az albumra az együttest sújtó problémák (függőségek és a zenészek közötti feszültség). A cikk szerint a "Renegade" semmiképpen sem rossz lemez; gyakran csak azért kapja meg a zenekar egyik legrosszabb albumaként a pozícióját, mert más albumok jobbak nála, nem pedig azért, mert a "Renegade" eredendően borzalmas. Nem éri el a többi album magasságait, de egy dalt ("Fats") kivéve nem süllyed rossz alá, ami nagyszerű ahhoz képest, hogy állítólag a legrosszabb album. Az albumnak megvan a maga varázsa, az olyan számok, mint a "Hollywood" vagy a "Mexican Blood" inkább kedvesek az embernek, minthogy a régi idők klasszikus dallamaihoz hasonlóan a színpadra törnének". Az írás méltatta White játékát is, amit gyakran méltatlanul figyelmen kívül hagynak az őt megelőző Gary Moore mesteri játéka és az őt követő John Sykes metáltámadása között. A pattogós "Leave This Town" és az egyenes vonalú "The Pressure Will Blow" dalokat nem valami figyelemfelkeltő darabokként írja le, de ez az írás szerint nem jelenti azt, hogy ne lenne meg a maguk varázsa, vagy hogy rosszak lennének.
Lynott szövegeivel viszont nem volt maradéktalanul elégedett: A báj és a költői szellemesség, amely a zenekar diszkográfiájának nagy részét díszítette, érezhetően hiányzik ezen az albumon. A "Fats" egy olyan dallamra hangszerelt mese, amely korábban gyakran szolgált csúcspontként, de a korábbi próbálkozások karikatúrájának és jelképes próbálkozásnak tűnik. Lynott hangja gyengébbnek és feszültebbnek tűnik, mint korábban, amit a gyengébb szövegek se segítenek, és amelyeket a korábbinál kisebb hatásfokkal adnak elő. Tekintve Lynott ez idő tájt növekvő droghasználatát, nem nehéz megérteni, honnan erednek ezek a problémák. A Metalstorm kritikája szerint is az album legnagyobb problémája a produkcióban rejlik. Az írás szerint " a zenében természetesen megjelenő erőn túl nincs benne semmi. Még az olyan klasszikusok, mint a Jailbreak is elhervadnának ezzel a produkcióval. Chris Tsangarides vagy nem törődött vele, vagy máshol járt az esze, mert csinált már sokkal jobbat is karrierje során, de itt tényleg cserbenhagyja az albumot." Összegzésében azt ajánlja hogy ne ezzel kezdjük a zenekarral való ismerkedést, mert bár nem fog elriasztani az együttestől, de a zenekar nagyszerűségét sem fogjuk felismerni.
A Loudersound.com oldalán megjelent írás azt említi hogy a Thin Lizzy soha nem készített olyan rossz albumot, amit érdemes lett volna elkerülni, de ez az egyetlen, ami közel áll hozzá. Az albumot rosszul sikerültnek definiálta, amely Darren Wharton prog rockos billentyűs hangszerelésével és az egyébként optimista Lynott meglepően apokaliptikus világnézetével egy döbbenetes gyűjteménye a zenekarnak. Ezt annak tudta be a szerző, hogy a zenekar akkoriban már szétszakadt és összeomlott, Scott Gorham pedig rossz egészségnek örvendett. 
Kiemelte a "Hollywood (Down On Your Luck)" című kisebb slágert, ami miatt még emlékezhetnek a lemezre, amely összességében egy, a harcokban megfáradt, és az összeomlás szélén álló Lizzy-t mutat, de úgy hogy némileg megmaradt a "kétségbeesett, mocskos bája" is.
A hardrock80fr.wordpress.com oldal kritikája szerint sok rajongó kedveli, annak ellenére hogy a zenekar itt elvesztette hard rock identitását. John Lewis a Sleaze Roxx oldal recenziójában a zenekar legjobb albumának tartja. Dicsérte a B-oldalon található dalok szövegeinek változatosságát, és az egész albumot "időtlen minőségűnek nevezte, ami a korral csak javul." A Hot Press 1981-ben megjelent kritikájában a legjobb munkájuknak nevezte a Bad Reputation óta, és dícsérte Lynott kreatív tehetségét. Az írás úgy fogalmazott hogy "nem sok dalszerző tud olyan kiegyensúlyozottan zsonglőrködni mint Phil Lynott – a hard rock iskolában minden bizonnyal gyakorlatilag egyedülálló. Lynott írói sikere részben a kemény és gyengéd érzékenység szabadalmaztatott keveredésének köszönhető, a kemény rock és a lágy romantika ugyanannak az éremnek a két oldala. Alapvetően azonban azt lehetne mondani, hogy írása azon a szimbolikus megosztottságon terül el, amely általában elválasztja a széles, nyílt síkság szabadságát a sokemeletes város klausztrofóbiás feszültségeitől." A kritika szerint a Thin Lizzy jelenléte egy olyan területen dolgozva, ahol az egydimenziós írás és előadás az elfogadott norma, még inkább üdvözlendő. Hozzáteszi, hogy egyik dal sem majmolja meg a másik karakterét, és a "Renegade" különösen figyelemre méltó a stílusok és érzések gazdag váltakozása miatt. A musicwaves honlapon közzétett kritika Lynott tragikus sorsának ismeretében megrendítő műnek írta le, bár hozzátette hogy 1981-es megjelenésével nem illett a korabeli heavy metal közegbe, mivel "nem volt elég izmos" az Iron Maidenhez, a Saxonhoz és a Def Leppardhoz képest. Kifejtette, hogy az anyag fenséges zenei eklektikája, és a túl ritkán előkerülő hard rock hangzás miatt csak a megrögzött rajongókhoz szól.
A társproducer Chris Tsangarides később így nyilatkozott: "Amikor most meghallgatom a Renegade albumot... Azt hiszem, talán megelőzte a korát. Egyszerűen túl sokszínű volt ahhoz, hogy az emberek elfogadják, amikor először megjelent. Ha meghallgatod, észreveszed, hogy egyik dal sem hasonlít a másikra."

## Számlista
| 1. | Angel of Death         | 6:18 |
| 2. | Renegade               | 6:08 |
| 3. | The Pressure Will Blow | 3:46 |
| 4. | Leave This Town        | 3:49 |

| 5. | Hollywood (Down on Your Luck) | 4:09 |
| 6. | No One Told Him               | 3:36 |
| 7. | Fats                          | 4:02 |
| 8. | Mexican Blood                 | 3:40 |
| 9. | It's Getting Dangerous        | 5:30 |

A Renegade felújított és bővített kiadása 2013. szeptember 23-án jelent meg, és öt bónuszszámot tartalmaz:
| #   | Cím                                               | Hossz |
| --- | ------------------------------------------------- | ----- |
| 10. | Trouble Boys                                      | 3:32  |
| 11. | Memory Pain                                       | 4:44  |
| 12. | Hollywood (Down on Your Luck) (Bővített változat) | 6:16  |
| 13. | Renegade (Szerkesztett változat)                  | 5:25  |
| 14. | Hollywood (Down on Your Luck) (7" Promo)          | 3:18  |

- Az "Angel of Death" számot a lengyel Vader death metal együttes és a német Gamma Ray power metal együttes is feldolgozta, de az Iron Maiden is rögzítette az A Matter of Life and Death album felvétele során.
- A "Hollywood (Down on Your Luck)" számot a Warrant együttes feldolgozta az Under The Influence feldolgozáslemezén, az Adler's Appetite pedig a 2005-ös azonos című EP-jén.

## Kislemezek
- "Trouble Boys" / "Memory Pain" – 1981. július 31
- "Hollywood" / "The Pressure Will Blow"

Képes kislemez is megjelent.
Hollandiában a B oldal a "Mexican Blood" volt. Kanadában a B oldal a Phil Lynott szólószám, a "Girls" volt.

## Zenészek
Thin Lizzy
- Phil Lynott – basszusgitár, ének
- Scott Gorham – gitár és vokál
- Snowy White – gitár és vokál
- Brian Downey –  dobok, ütőhangszerek
- Darren Wharton – billentyűs hangszerek, orgona, minimoog, vokál

Produkció
- Chris Tsangarides - producer, hangmérnök
- Kit Woolven, Andrew Warwick – hangmérnökök
- Ian Cooper – maszterizálás a Townhouse Studióban, Londonban

## Listás helyezések
| Év                       | Lista | Pozíció |
| ------------------------ | ----- | ------- |
| 1981-1982                |       |         |
| Kanadai lemezlista (RPM) | 35    |         |
| Finn lemezlista          | 28    |         |
| Svéd lemezlista          | 24    |         |
| Brit lemezlista          | 38    |         |
| Billboard 200 (USA)      | 157   |         |

| Év        | Kislemez                      | Lista               | Pozíció |
| --------- | ----------------------------- | ------------------- | ------- |
| 1981-1982 | Trouble Boys                  | Ír kislemezlista    | 30      |
| 1981-1982 | Trouble Boys                  | Brit kislemezlista  | 53      |
| 1981-1982 | Hollywood (Down on Your Luck) | Brit kislemezlista  | 53      |
| 1981-1982 | Hollywood (Down on Your Luck) | USA Mainstream Rock | 24      |
| 1981-1982 | Angel of Death                | USA Mainstream Rock | 38      |